# Violeta Beširević
Dr prof. Violeta Beširević (1961) redovna je profesorka na Pravnom Fakultetu Univerziteta Union u Beogradu, pridružena naučna saradnica Centra za etiku i pravo u biomedicini Centralnoevropskog univerziteta u Budimpešti (CEU) i članica upravnog odbora Evropske organizacije za javno pravo. Glavna je i odgovorna urednica časopisa PFUUB Pravni zapisi.
Diplomirala je na Pravnom fakultetu Univerziteta u Beogradu, a magistrirala i doktorirala na Centralnoevropskom univerzitetu u Budimpešti iz oblasti uporednog ustavnog prava. Bila je postdoktorand na Pravnom fakultetu Univerziteta Njujork (NYU Law School) na kojem je kao Global Research Fellow i Fulbright Scholar radila istraživanje o ustavnom sudstvu. Usavršavala se i na pravnim fakultetima Univerziteta Džordž Vašington i Univerziteta Brigam Jang u SAD, kao i na Institutu Aser u Hagu. Održala je gostujuća predavanja na univerzitetima u Nemačkoj, Švajcarskoj, Portugalu, Mađarskoj i Hrvatskoj. Karijeru je započela u Saveznom ministarstvu pravde bivše SFRJ (1986–1994), radila je u Institutu za ustavnu i zakonodavnu praksu pri OSI i CEU u Budimpešti (1995–2001), a bila je diplomata i konzul u Mađarskoj (2001–2005), kao i koordinator istraživanja u Centru za ljudska prava CEU (2005–2006). Od 2008. do 2012. bila je članica Komisije za pomilovanje. Položila je pravosudni ispit, istupala je kao amicus curiae pred Ustavnim sudom Srbije i kao veštak u međunarodnoj investicionoj arbitraži pod okriljem Stalnog arbitražnog suda u Hagu. Autorka je brojnih radova objavljenih na srpskom i engleskom jeziku u oblasti ustavnog prava, evropskog ustavnog prava, ljudskih prava i bioetike.

## Oblast nastavnog i naučnog rada
- Ustavno pravo
- Evropsko ustavno pravo
- Evropsko pravo ljudskih prava
- Međunarodno krivično pravo
- Bioetika

## Najznačajniji radovi
- , 2006.[5]
- Međunarodno i transnacionalno krivično pravo, sa V. Đ. Degani B. Pavišić, Službeni glasnik & PFUUB, 2011.[6]
- , 2019.[7]
- , 2006.[8]
- Militantna demokratija-nekada i sada, Službeni glasnik & PFUUB, 2013.[9]
- ,[10]
- End-Of-Life Care in XXI Century: Advance Directives in Universal Rights Discourse, Bioethics, The International Association of Bioethics, Wiley, Blackwell Publishing Ltd, Oxford, vol. 24, no. 3, 2010, pp. 105–112,[11]

## Spoljašnje veze
- „Violeta Beširevic”. Scholar. Архивирано из оригинала 17. 11. 2020. г. Приступљено 18. 3. 2020.(језик: енглески)